# Зубівський заказник
Зубівський заказник — ботанічний заказник місцевого значення. Об'єкт розташований на території Черкаського району Черкаської області, квартал 2 виділ 3 Креселецького лісництва.
Площа — 0,2 га, статус отриманий у 1983 році.